# 费尔南多镇 (埃尔瓦什)
费尔南多镇是葡萄牙波塔莱格雷区的一个堂区。总面积51.27平方公里，总人口353人，人口密度6.9人/平方公里。